# Heinrich Bernhard Stade
Heinrich Bernhard Stade   (Ettischleben, 2 de maig de 1816 - Arnstadt, 29 de maig de 1882) fou un organista i compositor alemany. Va ser organista de l'església de Sankt Bonifatius d'Arnstadt, i contribuí a la restauració del gran orgue existent en aquesta, el mateix que havia tocat Johann Sebastian Bach. Publicà Der wohlvorbereite Organist, ein Praeludien, Choral-und Postludienbuch i d'altres composicions.